# 三カ国橋
三カ国橋 (ドイツ語: Dreiländerbrücke, フランス語: La passerelle des Trois Pays) は、ユナング（フランス）とヴァイル・アム・ライン（ドイツ）の間のライン川に架かるアーチ橋である。橋は歩行者と自転車専用であり、単スパンの歩行者・自転車専用橋としては世界最長である。
橋の名前は、フランス、ドイツ及びスイス（スイス国境からは約200m離れている）の間に位置していることに因んでいる。橋は、フランス系オーストリア人のディートマル・ファイヒティンガーによって設計されている。

## 建設
橋の建設では、1012トンの鋼鉄、1798立方メートルのコンクリート、直径30 - 60cmのケーブル805mを要した。
橋は、ユナング付近で組み立てられ、その後、2006年11月26日にライン川にある現在の場所へ移設された。開通は2007年3月30日で、公式の開業は、2007年6月30日の夜から7月1日にかけて行われた。
橋は2008年、ドイツ架橋工事賞(Deutscher Brückenbaupreis)を受賞した。